# コスモバルク
コスモバルク（欧字名:Cosmo Bulk、2001年2月10日 - ）は、日本の競走馬。
地方競馬のホッカイドウ競馬に所属しながら中央競馬や日本国外のレースに挑戦を続け、2006年のシンガポール航空インターナショナルカップ（シンガポール・国際G1）を制したほか、日本中央競馬会 (JRA) の重賞を3勝し、2004年の中央競馬クラシック三冠レースすべてに出走した。「道営のエース」と呼ばれる。

## デビュー前
北海道三石郡三石町（現・日高郡新ひだか町）にある加野牧場で誕生した。本馬の父・ザグレブはそれまで目立った産駒を出せずに生まれ故郷のアイルランドに再輸出されており、兄弟にも活躍した馬はいなかった。売れるまでには時間が掛かり、結局400万円の安値で岡田繁幸によって購入され、夫人の岡田美佐子名義での所有となった（のちに法人化：後述）。その後、2003年にホッカイドウ競馬がスタートさせた認定厩舎制度の適用第1号馬となり、田部和則厩舎の所属となった。

### 認定厩舎制度
通常、競走馬は主催者が管理する競馬場やトレーニングセンターで調教を行い、レースに出走させる。これに対し、その調教を民間の施設で行い、レース当日に直接競馬場に入ることができるようにしたものが本制度である。2003年7月にホッカイドウ競馬が「調教施設などが充実している産地民間施設の活性化や馬房数の実質的拡大による競走馬数の確保を図る」という趣旨でスタートさせた。2006年3月からは南関東公営競馬でも同制度がスタートし、境共同トレーニングセンター（群馬県伊勢崎市、旧・高崎競馬境町トレーニングセンター）や地方競馬教養センターなどが認定されている。

## 戦績

### 2歳（2003年）
2003年8月に、フレッシュチャレンジ（2歳新馬、旭川競馬場）でデビューし、2着となった。続くアタックチャレンジ（2歳未勝利）で初勝利を挙げ、その後の2戦を1着・2着と善戦する。
11月に東京競馬場で行われた百日草特別（2歳500万下）が、JRAでの初戦となった。岡田繁幸はホッカイドウ競馬のリーディングジョッキーである五十嵐冬樹を騎手に起用した。目立った実績もなく芝のレースが初めての本馬は、単勝オッズ65.2倍の9番人気（11頭立て）とまったく人気がなかったが、レースでは向正面で先頭に立つと、単勝オッズ1.2倍の支持を受けていたハイアーゲームの追撃を問題にせず押し切り、コースレコードタイムで勝ちを収めた。のちに五十嵐は、馬に乗った感触が良かったので、「500万下ぐらいなら勝てると思った」と述べている。
続くラジオたんぱ杯2歳ステークスでは北海道から阪神競馬場までの長距離輸送が不安視されたものの、第1コーナー過ぎから逃げてレースを作ると、最後の直線ではミスティックエイジを差し返して重賞初制覇を飾った。

### 3歳（2004年）

#### 春
ラジオたんぱ杯2歳ステークスを制した時点で収得賞金は2200万円に達した。この額は、例年のJRA所属の馬であれば確実にクラシック出走が可能となるものである。しかし本馬は地方競馬所属のため、皐月賞に出走するにはトライアル競走で優先出走権を獲得する必要があった。そのためトライアル競走の一つである3月の弥生賞に出走し、逃げ粘るメイショウボーラーを交わして勝利し、重賞2勝目をあげる。それとともに、皐月賞の優先出走権を獲得した。
皐月賞では単勝2.4倍と、JRAの競走では自身初の1番人気に推された。レースでは大外18番枠から進み、最後の直線でも鋭く伸びたが、先行したダイワメジャーを捕らえきれず2着に敗れた。岡田繁幸は「バルクが負けるとしたら、勝つのはダイワメジャーかもしれない」と述べていたという。しかし4着以内に与えられる東京優駿（日本ダービー）の出走権は獲得した。
日本ダービーでは、単勝1番人気はNHKマイルカップをレースレコードで勝利したキングカメハメハに譲ったものの、2番人気に支持された。レースでは最初の600メートルを34秒4、1000メートルを57秒6と、当日の高速馬場を考慮しても速いペースで逃げたマイネルマクロスを追いかける形になった。本馬は4コーナーで先頭に立つも直線では余力なく、勝利したキングカメハメハから1.2秒差の8着に終わった。このころから、鞍上が抑えても無理に前に行きたがる、掛かり癖が見られるようになる。

#### 秋 - 冬
夏場は休養に充て、日本ダービー以来となる3か月ぶりの復帰戦は、ひさびさの地元ホッカイドウ競馬での出走となる北海優駿であった。17日後に出走予定のセントライト記念で3着以内に入って、優先出走権を獲得しなければ菊花賞に出走できないため、馬体重プラス18キログラムという余力残しでの出走となった。得意ではないダートだったこともあり、苦しいレースとなったが、最後は1/2馬身差で勝利し、単勝1.0倍の断然人気に応えた。続くセントライト記念では、ほかに重賞勝ち馬がおらず、前走で増えた馬体を12キログラム絞っての出走となり、単勝1.3倍の1番人気となった。レースでは15頭立ての13番枠という外枠だったこともあり、前に壁を作れずに掛かってしまい、2コーナーで先頭に立つことになった。しかしその後は落ち着いてレースを進め、直線で差を詰めたホオキパウェーブをクビ差退け、2分10秒1の日本レコードで勝利し、重賞3勝目をマークするとともに、菊花賞の出走権を獲得した。
クラシック最終戦の菊花賞では、ハーツクライに次ぐ単勝2番人気に支持された。スタート直後は5 - 6番手に付けたが、3コーナーの下り坂で外から上がってきたモエレエルコンドルに被せられると、掛かって先頭に立ってしまう。その後はゆったりとレースを進め、2周目4コーナーでスパートをかけるが、いっしょに上がってきたデルタブルースに交わされ、0.3秒差の4着に敗れる。ここまで、地方所属の身で中央競馬の三冠レースを皆勤したが、クラシック制覇の夢は叶わなかった。
続くジャパンカップでは主戦騎手の五十嵐に代わり、フランスのクリストフ・ルメールを鞍上に迎えた。陣営は掛かり癖を解消するため、リングハミに代えて臨んだ。逃げるマグナーテンの直後に付け、掛かるところも見せず最後の直線に入ると、勝利したゼンノロブロイには3馬身及ばなかったが、いったん交わされたポリシーメイカーを差し返し、デルタブルースの追撃もしのいで2着に入った。
その後は長距離移動の繰り返しによる疲労などが考慮され、北海道には戻らず大井競馬場に滞在して調整された。迎えた有馬記念では五十嵐に手綱が戻るが、タップダンスシチーとゼンノロブロイが作る、緩みのないペースに付いて行けず、見せ場なくゼンノロブロイから1秒差の11着に終わり、2004年のGI制覇はならなかった。

### 4歳（2005年）
前年に続き中央のG1挑戦を続ける本馬であったが、出走条件が緩和されたわけではなかった。2005年当時、地方馬が特定のGI/JpnI競走に出走するためには、2着以内に入る必要があるステップ競走の出走が必須であった。天皇賞（春）出走を目指すには、日経賞の出走が必要だったため、五十嵐に代わり、新たに同じホッカイドウ競馬の千葉津代士が起用され、単勝1番人気で挑んだ。しかしここでも前述の掛かり癖が出てしまい、先頭で直線を迎えたものの、坂を上り切ったところで力尽きユキノサンロイヤルの6着に敗れ、天皇賞への道は閉ざされた。
その後は国内に適当なレースがないため海外に活路を求め、この年から国際レースに指定された香港のチャンピオンズマイルに出走した。地方所属馬による海外G1競走への出走は、同年ドバイワールドカップのアジュディミツオーに続いて2頭目にあたった。レースでは直線で失速し、翌年も同競走を制し連覇することとなるBullish Luckから1.7秒差の10着と大敗を喫した。続く宝塚記念では、馬体重16キロ減で臨んだ上、パドックで右前脚を落鉄するトラブルに見舞われる。レースでは逃げるも、タップダンスシチーに4コーナーで外から並びかけられると差し返す力は残っておらず、スイープトウショウの12着に終わる。
天皇賞（秋）出走のためには2着以内に入らなければならない毎日王冠では、安藤勝己を初めて鞍上に迎えた。レースでは掛かり気味に3コーナー手前で先頭に立つが、直線で伸びず11着に敗れる。その後は天皇賞（秋）と異なり、JRAが別に定める基準で選定されれば出走可能なジャパンカップへ直行した。同競走ではミルコ・デムーロとの新コンビで出走する予定だったが、デムーロの落馬負傷でダヴィ・ボニヤに乗り替わる。タップダンスシチーの作るハイペースを4番手で追走するが、見せ場は作れず、勝利したアルカセットから1.4秒差の14着に敗れた。ただ前年より速いタイムで走っていたことから、田部は「バルクの復活の手ごたえを感じた」とのちに語っている。
この年は5戦して一度も掲示板（5着以内）に載れずに第50回有馬記念を迎えることになった。1年ぶりに五十嵐が騎乗するが、単勝85.3倍の10番人気という低評価であった。だがスタートから折り合いを付けて3番手を追走すると、宝塚記念とは逆に、逃げたタップダンスシチーを4コーナーで捕らえる。その後も最後まで見せ場を作り、勝利したハーツクライから0.5秒差の4着と健闘した。

### 5歳（2006年）

#### 春
初戦は前年に引き続き天皇賞（春）出走を目指し、日経賞を選んだ。前走で復活の兆しが見えたこともあり、有馬記念で3着だったリンカーンに次ぐ単勝2番人気に支持される。スタートから1周目の直線までは掛かるところを見せたものの、逃げる同馬主のコスモオースティンの2番手に付け最後の直線を迎えた。だが直線で前が詰まった影響もあってか、そのコスモオースティンも交わせず8着に敗れ、天皇賞（春）の出走権を逃した。
前年同様、国内に適当なレースがないため、皐月賞以来2年ぶりの2000メートルのレースとなる、シンガポール航空インターナショナルカップに出走した。この年は同競走が対象レースに組み込まれているワールドレーシング・チャンピオンシップが中止され、海外から強豪が遠征してこなかったこともあり、出走馬13頭中、レーティングは2番目と現地での評価も高く、単勝6.8倍の3番人気に支持された。1番枠からスタートし、逃げた1番人気のVroom Vroomの2番手に付けると、1コーナー辺りではいつものように少し掛かったが、その後は折り合った。4コーナーで少し外に持ち出し、直線は馬場の真ん中を通って残り200メートル付近で抜け出し、内から差を詰めたBowman's Crossing、外から差してきたKing and Kingを退け、1馬身3/4差で勝利した。鞍上の五十嵐は右手で大きくガッツポーズを行った。セントライト記念以来、1年8か月ぶりの勝利を悲願のGI初勝利で飾り、地方所属馬による、史上初の海外G1と芝GIの制覇を達成した。
その後の出国検疫の際、入国時に採血した血液が馬ピロプラズマという伝染病の陰性反応を確認できず、5月18日に予定していた帰国が延期されたが、再検査の結果、陰性と判明し無事帰国した。日程次第では出走できない可能性のあった宝塚記念には、帰国後、北海道には戻らず京都競馬場に直接入ることで出走にこぎ着けた。しかしシンガポールで1週間足止めをされた影響からか、馬体重は前走からマイナス10キログラムとなった。単勝3番人気に支持されたレースでは5番手辺りを追走するが、勝利したディープインパクトに4コーナーで外から交わされると付いて行けず、直線でも伸びず8着に敗れた。

#### 秋 - 冬
続く札幌日経オープンは、JRAの競走では初めて地元北海道での出走となった。オープンクラスの別定戦のため、負担重量が62キログラムという過酷な条件となり、また騎乗予定だった五十嵐がレース当日に落馬負傷したため急遽武幸四郎に乗り替わりとなった。それでも単勝1番人気に支持され、レースでは1周目のスタンド前で先頭に立ち、最後の直線も先頭で迎えたが、トウショウナイトに交わされて4馬身差の2着に敗れた。勝利したトウショウナイトの負担重量はコスモバルクより6キログラム軽い56キログラムで、天皇賞（秋）を目指して3週間後に出走するオールカマーの前哨戦であったので、陣営のコメントは「今日はすべて斤量」「手応え十分」などと、前向きなものであった。そのオールカマーでは中団やや後方からレースを進め、馬群のなかで気負うところも見られたが、直線では内ラチ沿いを鋭く伸びて、バランスオブゲームのハナ差の2着に入り、2着以内に与えられる天皇賞（秋）の出走権を獲得した。
天皇賞（秋）では単勝3番人気に支持された。レースでは前半は中団よりやや前の6番手で折り合い、直線で追い出しを図るとやや苦しがる素振りを見せながらも、3着に入ったアドマイヤムーンといっしょに伸びてきた。しかし前を行くダイワメジャーらを捕らえきれず、0.3秒差の4着に敗れた。続くジャパンカップでは、ディープインパクト・ハーツクライなどの強豪が揃い、単勝6番人気（40.9倍）と評価を下げる。レースではひさびさの逃げを打つとスローペースに持ち込み、最後の直線でも粘って4着に入った。その後は第51回有馬記念に出走し、中団の9番手辺りを追走したが直線では手応えがなく、11着と大敗した。なおレース後の12月27日、大井競馬場の招きで東京大賞典当日の同場パドックに姿を見せた。

### 6歳（2007年）

#### 春
2007年は産経大阪杯から始動し、前年の二冠馬・メイショウサムソンとともに負担重量59キログラムでの出走となった。レースでは4 - 5番手を先行したが、勝利したメイショウサムソンに4コーナーで外から交わされると、直線でも伸びを欠き8着に敗れた。
その後、シンガポール航空インターナショナルカップの連覇を狙い、日本からシャドウゲイトとともに出走。レースではスタートから先頭集団に加わり、道中は2番手からレースを進める。3コーナーあたりでシャドウゲイトとともに先頭に並びかけ、日本馬2頭が抜け出して先頭を争う形となるが、直線ではシャドウゲイトが抜け出しそのまま勝利した。本馬はいったん4番手に下がりながらも、しぶとく差し返してシャドウゲイトに1馬身1/4差の2着に入り、日本馬によるワンツー決着となった。なお、日本馬による海外G1のワンツー決着は、2002年のクイーンエリザベス2世カップ（1着エイシンプレストン、2着アグネスデジタル）、2006年のメルボルンカップ（1着デルタブルース、2着ポップロック）以来、3度目のことであった。
前年はシンガポールでの出国検疫により帰国が1週間遅れたが、問題なく帰国し、順調に調整されて第48回宝塚記念に出走した。レースでは離れた6 - 7番手を追走し、4コーナーでは先頭集団に取り付いたが、直線で後退した。デビュー以来もっとも離された、2.8秒差の11着に敗れた。

#### 秋 - 冬
宝塚記念の後は秋への始動に向けてビッグレッドファームで休養していたが、8月に発生した馬インフルエンザの影響により、地方馬が中央競馬の施設を利用できなくなってしまった。そこで、9月13日には3年ぶりに地元ホッカイドウ競馬での競走となる瑞穂賞に出走した。レースでは2番手を先行したが、得意ではないダートで伸びを欠き、3着に敗れた。9月末の時点では依然として地方馬が中央競馬の競走に出走できなかったため、地方競馬で唯一の芝コースを求めて盛岡競馬場で行われたOROカップに出走した。出走馬12頭すべてが中央競馬の芝コースでの競走に出走経験があるものの、実績は本馬が抜きん出ていたことに加え、負担重賞は定量であり、単勝1.1倍の1番人気となった。レースではスタート後の1コーナーでは3番手、向正面では2番手と徐々にポジションを上げていくと4コーナーで外に膨れたものの、直線の坂を上り切ると後続を突き放し、4馬身差で勝利した。
その後に目標としていたのは天皇賞（秋）であったが、この時期になっても地方馬の中央競馬への出走は原則として不可能であった。しかし、同競走と同じ週（10月27・28日）より行われた指定競走に限り、特例として出走が可能となった（また、12月1日からは特別指定競走への地方馬の出走も可能となった）。こうして出走した第136回天皇賞では、単勝11番人気の低評価であったが、3番枠からまずまずのスタートを切ると逃げを打ち、直線でも粘り5着に入った。
陣営の意向により騎手が松岡正海に替わり（後述）、迎えた第27回ジャパンカップでは陣営のリクエスト通り逃げずに2番手からレースを進めたが、直線で後退し13着に敗れた。ジャパンカップのあとはビッグレッドファーム明和に戻り調整が進められ、続く第52回有馬記念では5 - 6番手の好位に付けるも直線では後退し10着に敗れた。

### 7歳（2008年）
2008年の初戦は日経賞となり、道中は先頭から離れた3番手を追走し、直線に向くと後続に交わされはするもののしぶとく粘り4着に入った。
出走登録を行っていたシンガポール航空インターナショナルカップには、4月4日に選出馬となり招待を受諾したことが発表されて3年連続で出走することになった。しかし、同じく同競走に選出されていたJRA所属馬のシャドウゲイトとタスカータソルテが日本とシンガポール政府間の衛生条件に関する協議の結果遠征不可能となり単独で5月10日に出国した。そして迎えた同競走ではスタートで出遅れたため後方からレースを進め、最後の直線ではしぶとく脚を伸ばしたものの、前には届かず6着だった。
帰国後は北海道に戻らずビッグレッドファーム鉾田トレーニングセンターで3週間の着地検査を受けたあとに宝塚記念へ出走する予定であったが、6月16日に左前跛行（ひだりまえはこう）のため回避することが発表され、宝塚記念への4年連続出走はならなかった。また、その後の精密検査で2か所の剥離骨折が判明し、6月24日に骨片の除去手術を行い、デビュー以来初めての長期休養に入った。
半年ぶりの復帰戦は、5年連続の出走となるジャパンカップになり、大外枠から2番手を追走したが、17着と出走馬中最下位に敗れた。その後、有馬記念にも出走したが11着に終わった。なお、5年連続の有馬記念参戦はスピードシンボリ・メジロファントム・ナイスネイチャと並ぶ最多タイ記録である。

### 8歳（2009年）
8歳を迎えた2009年の初戦は4度目の出走となる日経賞で、デビュー2年目の三浦皇成を鞍上に迎えたが結果は11着であった。続く天皇賞・春では幸英明とのコンビで出走。道中は4番手でレースを進めるも3コーナー付近で後退し、16着に敗れた。宝塚記念では津村明秀とのコンビで大逃げを試みるものの粘り切れず13着と大敗した。
地方競馬では引き続き期待され、盛岡競馬場で行われたせきれい賞では単勝オッズ1.3倍の支持を受けたが、不良馬場のなか2周目第3コーナー過ぎからまくりを仕掛けたコスモヴァシュランに7馬身離された2着に敗れた。その後出走したOROカップでは終始4番手を追走し、最後の直線でボスアミーゴ以下を外から差し切り、2年前の同競走以来の勝利を飾ったが、これが最後の勝利ともなった。
天皇賞・秋ではふたたび松岡正海とのコンビで出走するも14着と大敗した。6年連続での出走となったジャパンカップでは2年前の天皇賞・秋以来のコンビとなる五十嵐冬樹を鞍上に迎えたが、終始後方のまま12着と惨敗した。そして新記録となる「6年連続出走」となった有馬記念では10着に終わり、レース後には馬主サイドから「日本国内での現役続行断念と海外への移籍」を表明した。

### 9歳（2010年）
2010年3月に日本を出国し、アイルランドで活動する日本人調教師の児玉敬厩舎で現役を続けることになった。レパーズタウン競馬場を本拠とし、6月の準重賞を目標としていたが、出国を前にしての調整中に左後肢を剥離骨折したため、関係者が協議の末、移籍を断念し引退することとなった。5月4日に門別競馬場で引退式が行われ、2867人の動員レコードを記録した。また9月20日には札幌競馬場に来場し、中央競馬のファンにも姿を見せた。なお地方競馬全国協会 (NAR) の競走馬登録が抹消されたのは翌2011年4月1日付である。

### 10歳（2011年）
北海道・新冠のビッグレッドファームで功労馬として余生を送っていたが、引退の直接の原因となった骨折が完治すると、2011年に入りふたたびアイルランドでの現役復帰を目指す話が浮上し、同年2月末より本格的な調教を再開。5月5日に自らの名前を冠した新設重賞コスモバルク記念の開催に際し、門別競馬場に来場。パドックを周回した。同時に行われたトークショーに出演した岡田は現役復帰プランに言及。すでに出国の予定を組んでいるが、実際に挑戦するかは5月10日の追い切りを見て判断するとした。実際には5月7日に追い切りを行い、5月9日に正式に遠征することを明らかにした。6月1日に出国し、児玉敬厩舎を拠点に秋まで滞在する予定であったが、8月12日になって右前脚に屈腱炎とみられる故障が発覚したため、レースへの出走を断念した。この怪我により現役復帰は断念され帰国、ふたたびビッグレッドファームで功労馬となる。

### 引退後
功労馬としてビッグレッドファームで過ごしており、2020年からは引退名馬繋養展示事業の対象となっている。

## エピソード

### 出走レースの制約
本馬は地方競馬所属のため、中央競馬のGI競走へ出走するにはトライアル競走やステップ競走で上位に入賞し、出走権を獲得する必要があった。2005年春には、日経賞で天皇賞の出走権を獲得できなかった場合に中央競馬へ移籍することが検討されたが、結局実行には移されなかった。
2007年からは日本国外の国際G1競走または地方競馬の交流JpnI競走（2歳戦をのぞく）の優勝馬は、ステップ競走を経なくても中央所属馬を含めた出走決定順位が上位であれば出走できることとなった。従って、2006年に国際G1競走であるシンガポール航空インターナショナルカップに勝利した本馬はこの新しいルールに該当し、2006年までよりは楽なローテーションでGI競走に出走可能となっている。
成績が低迷した2009年はステップ競走に別途定められた出走資格を満たせず、オールカマーに出走できなかった。そうした状況で出走を表明したジャパンカップでは、出走決定順位が本馬よりも下位だった有力馬の出走が危ぶまれる事態となった。競馬評論家の阿部幸太郎と水上学は自身のブログやコラムにおいて本馬を引き合いに出し、出走決定順位の決め方についての批判を展開した。

### 騎手の乗り替わり
2003年百日草特別での初騎乗以来、おもな勝利は五十嵐冬樹が騎乗して挙げたものだが、2004年のジャパンカップ以降はしばしば騎手が交代した。折り合いを欠いて敗れた日本ダービーのレース後には、岡田繁幸が五十嵐の騎乗に対して批判を行った。岡田は2010年の引退式の挨拶で、五十嵐について「無理な注文を言ってプレッシャーをかけてしまった」と述べている。
2005年はホッカイドウ競馬所属の千葉津代士が3戦にわたり騎乗した。このとき岡田は「地方競馬のいろいろな人にチャンスを与えたい」との意向を示していたが、千葉は結果を残せず、以降五十嵐をのぞく地方競馬所属騎手の騎乗は、2009年に小林俊彦が盛岡競馬で騎乗するまで実現しなかった。
2007年のジャパンカップでは、五十嵐に代わりJRA（美浦）の松岡正海を起用することが陣営から発表され、11月14日のスポーツ新聞各紙で報道された。陣営はその理由として、今後JRAの競走に出走するうえで本馬の収得賞金が十分とは言えない状況や、「逃げる競馬ではG1を勝つのは難しい」ことを挙げており、結果を出せていない五十嵐から、JRAの芝でのレース経験が豊富な松岡に交代するとした。天皇賞（秋）の際、直線でよれた騎乗内容が理由ではない、としている。松岡とのコンビは2008年末まで続いたが、レースに勝つことはできなかった。

### 2004年の注目度
本馬以前に地方競馬所属のままJRAのGIを制覇した馬は1999年フェブラリーステークスのメイセイオペラのみで、クラシックどころか芝のGIを勝った馬もいなかった。だが本馬は2004年の弥生賞までJRAでの3戦3勝という実績に加え、一流とは言えない血統の安値の馬が、ときには1億円以上もの値段が付いたサンデーサイレンス産駒を始めとする良血馬を次々に負かしていること、また地方所属のまま中央競馬クラシック三冠への出走を果たしたことで、人気が高騰することとなった。同年の有馬記念のファン投票では、地方競馬所属の本馬は投票の対象外であるにもかかわらず、インターネットだけでも7000あまりの票を集めた。
TBSテレビ『ZONE』、NHK札幌放送局『北海道クローズアップ』、札幌テレビ放送『コスモバルク物語〜夢を駆ける、どさんこの挑戦〜』といったドキュメンタリー番組でも取り上げられた。

### 2006年宝塚記念の勝負服
同年の宝塚記念に出走した時点（6月25日）での馬主である岡田美佐子が所有するJRA所属馬は同年4月19日付で「有限会社ビッグレッドファーム」に名義が変更され、岡田美佐子はJRAの馬主ではなくなった。しかし、地方競馬所属の所有馬については名義が変更されなかったため、名義変更後初めてのJRAでの出走となった宝塚記念では、これまでの「赤・緑格子・赤袖」の勝負服ではなく、JRAに登録のない馬主の所有馬が出走の際使用する、白と枠番の色（このときは5枠の黄色、1枠の場合は白と水色）の染め分け勝負服での出走となった（表記は白・黄四つ割）。その後、本馬の馬主名義もビッグレッドファーム（勝負服は「赤・緑格子・赤袖」を継承）に変更されたため、染め分け勝負服での出走は同年の宝塚記念のみであった。

### 2007年天皇賞（秋）での斜行
第136回天皇賞（秋）では、エイシンデピュティが外側に斜行して4頭の走行を妨害したとして降着処分となったが、これはその直前にメイショウサムソンによられたコスモバルクが外側によれたことがきっかけだったのではないかという指摘もあった。
ただ、カンパニーが前を横切られたことに関しては審議の対象にはならず、五十嵐に対する処分は、制裁としてはもっとも軽い戒告にとどまっている。この一件について解説者の柏木集保は「五十嵐冬樹騎手が責められて仕方ない面はたしかに非常に大きいが、左回りでコスモバルクが出してしまう悪癖に近く、御法だけを責めるのは酷な面もある」「少し時間がたったら度を越した非難はさすがに慎みたいところはある。やり直して欲しいレースなど、それぞれ立場を変えればファンの側にしても山のように連続する」と述べている。

## 競走成績
| 競走日     | 競馬場   | 競走名                | 格      | 距離（馬場）  | 頭 数 | 枠 番 | 馬 番 | オッズ （人気） | 着順 | タイム （上り3F） | 着差 | 騎手        | 斤量 [kg] | 1着馬（2着馬）         | 馬体重 [kg] |
| ---------- | -------- | --------------------- | ------- | ------------- | ----- | ----- | ----- | --------------- | ---- | ----------------- | ---- | ----------- | --------- | ---------------------- | ----------- |
| 2003.08.26 | 旭川     | フレッシュチャレンジ  | 新馬    | ダ1000m（良） | 12    | 3     | 3     | 000.00（1人）   | 02着 | R1:03.1           | -0.8 | 0齊藤正弘   | 54        | サンダーテーオー       | 478         |
| 0000.09.04 | 旭川     | アタックチャレンジI   |         | ダ1500m（良） | 7     | 4     | 4     | 001.40（1人）   | 01着 | R1:40.4           | -0.3 | 0齊藤正弘   | 54        | （センチュリーホース） | 474         |
| 0000.09.30 | 門別     | 2歳                   | 4-1     | ダ1700m（重） | 11    | 8     | 10    | 002.90（2人）   | 01着 | R1:50.1           | -0.2 | 0佐々木国明 | 54        | （モエレシーリング）   | 478         |
| 0000.10.14 | 門別     | アグネスタキオン賞    |         | ダ1800m（良） | 12    | 8     | 12    | 000.00（2人）   | 02着 | R1:59.9           | -0.2 | 0齊藤正弘   | 54        | モエレシーリング       | 482         |
| 0000.11.08 | 東京     | 百日草特別            | 500万下 | 芝1800m（良） | 11    | 6     | 7     | 065.20（9人）   | 01着 | R1:47.9（34.3）   | -0.3 | 0五十嵐冬樹 | 55        | （ハイアーゲーム）     | 476         |
| 0000.12.27 | 阪神     | ラジオたんぱ杯2歳S    | GIII    | 芝2000m（良） | 13    | 2     | 2     | 009.00（4人）   | 01着 | R2:01.6（34.9）   | -0.2 | 0五十嵐冬樹 | 55        | （ミスティックエイジ） | 474         |
| 2004.03.07 | 中山     | 弥生賞                | GII     | 芝2000m（良） | 10    | 5     | 5     | 003.90（2人）   | 01着 | R2:00.5（34.6）   | -0.2 | 0五十嵐冬樹 | 56        | （メイショウボーラー） | 480         |
| 0000.04.18 | 中山     | 皐月賞                | GI      | 芝2000m（良） | 18    | 8     | 18    | 002.40（1人）   | 02着 | R1:58.8（33.8）   | -0.2 | 0五十嵐冬樹 | 57        | ダイワメジャー         | 478         |
| 0000.05.30 | 東京     | 東京優駿              | GI      | 芝2400m（良） | 18    | 5     | 9     | 003.30（2人）   | 08着 | R2:24.5（37.1）   | -1.2 | 0五十嵐冬樹 | 57        | キングカメハメハ       | 480         |
| 0000.09.02 | 旭川     | 北海優駿              | H1      | ダ2100m（良） | 10    | 8     | 10    | 001.00（1人）   | 01着 | R2:34.7           | -0.1 | 0五十嵐冬樹 | 55        | （セレブセレクション） | 498         |
| 0000.09.19 | 中山     | セントライト記念      | GII     | 芝2200m（良） | 15    | 7     | 13    | 001.30（1人）   | 01着 | R2:10.1（35.4）   | -0.0 | 0五十嵐冬樹 | 56        | （ホオキパウェーブ）   | 486         |
| 0000.10.24 | 京都     | 菊花賞                | GI      | 芝3000m（良） | 18    | 7     | 15    | 003.80（2人）   | 04着 | R3:06.0（36.1）   | -0.3 | 0五十嵐冬樹 | 57        | デルタブルース         | 486         |
| 0000.11.28 | 東京     | ジャパンC             | GI      | 芝2400m（良） | 16    | 5     | 10    | 006.20（2人）   | 02着 | R2:24.7（35.3）   | -0.5 | 0C.ルメール | 55        | ゼンノロブロイ         | 492         |
| 0000.12.26 | 中山     | 有馬記念              | GI      | 芝2500m（良） | 15    | 3     | 4     | 007.00（2人）   | 11着 | R2:30.5（35.6）   | -1.0 | 0五十嵐冬樹 | 55        | ゼンノロブロイ         | 498         |
| 2005.03.26 | 中山     | 日経賞                | GII     | 芝2500m（良） | 13    | 6     | 9     | 001.90（1人）   | 06着 | R2:33.9（36.5）   | -0.6 | 0千葉津代士 | 57        | ユキノサンロイヤル     | 494         |
| 0000.05.14 | 沙田     | チャンピオンズマイル  | GI      | 芝1600m（良） | 13    | 6     | 3     |                 | 10着 | R1:35.4           | -1.7 | 0千葉津代士 | 57.2      | Bullish Luck           | 498         |
| 0000.06.26 | 阪神     | 宝塚記念              | GI      | 芝2200m（良） | 15    | 4     | 7     | 021.50（5人）   | 12着 | R2:13.0（37.6）   | -1.5 | 0千葉津代士 | 58        | スイープトウショウ     | 482         |
| 0000.10.09 | 東京     | 毎日王冠              | GII     | 芝1800m（稍） | 17    | 5     | 9     | 006.50（4人）   | 11着 | R1:47.3（34.4）   | -0.8 | 0安藤勝己   | 57        | サンライズペガサス     | 496         |
| 0000.11.27 | 東京     | ジャパンC             | GI      | 芝2400m（良） | 18    | 6     | 11    | 050.1（12人）   | 14着 | R2:23.5（36.6）   | -1.4 | 0D.ボニヤ   | 57        | アルカセット           | 500         |
| 0000.12.25 | 中山     | 有馬記念              | GI      | 芝2500m（良） | 16    | 2     | 4     | 085.3（10人）   | 04着 | R2:32.4（35.8）   | -0.5 | 0五十嵐冬樹 | 57        | ハーツクライ           | 506         |
| 2006.03.25 | 中山     | 日経賞                | GII     | 芝2500m（良） | 13    | 5     | 6     | 005.30（2人）   | 08着 | R2:33.6（35.6）   | -0.6 | 0五十嵐冬樹 | 57        | リンカーン             | 510         |
| 0000.05.14 | クランジ | シンガポール航空国際C | GI      | 芝2000m（稍） | 13    | 2     | 2     |                 | 01着 | R2:06.5           | -0.2 | 0五十嵐冬樹 | 57        | （King and King）      | 504         |
| 0000.06.25 | 京都     | 宝塚記念              | GI      | 芝2200m（稍） | 13    | 5     | 6     | 018.40（3人）   | 08着 | R2:14.8（37.2）   | -1.8 | 0五十嵐冬樹 | 58        | ディープインパクト     | 494         |
| 0000.09.03 | 札幌     | 札幌日経OP            |         | 芝2600m（良） | 11    | 5     | 5     | 003.70（1人）   | 02着 | R2:40.6（36.2）   | -0.7 | 0武幸四郎   | 62        | トウショウナイト       | 500         |
| 0000.09.24 | 中山     | オールカマー          | GII     | 芝2200m（良） | 15    | 3     | 5     | 004.20（2人）   | 02着 | R2:12.2（35.0）   | -0.0 | 0五十嵐冬樹 | 59        | バランスオブゲーム     | 498         |
| 0000.10.29 | 東京     | 天皇賞（秋）          | GI      | 芝2000m（良） | 16    | 4     | 8     | 006.20（3人）   | 04着 | R1:59.1（34.9）   | -0.3 | 0五十嵐冬樹 | 58        | ダイワメジャー         | 500         |
| 0000.11.26 | 東京     | ジャパンC             | GI      | 芝2400m（良） | 11    | 8     | 10    | 040.90（6人）   | 04着 | R2:25.7（34.9）   | -0.6 | 0五十嵐冬樹 | 57        | ディープインパクト     | 510         |
| 0000.12.24 | 中山     | 有馬記念              | GI      | 芝2500m（良） | 14    | 5     | 7     | 036.40（8人）   | 11着 | R2:33.2（35.4）   | -1.3 | 0五十嵐冬樹 | 57        | ディープインパクト     | 512         |
| 2007.04.01 | 阪神     | 産経大阪杯            | GII     | 芝2000m（良） | 11    | 7     | 9     | 005.80（3人）   | 08着 | R2:02.2（35.3）   | -0.8 | 0五十嵐冬樹 | 59        | メイショウサムソン     | 510         |
| 0000.05.20 | クランジ | シンガポール航空国際C | GI      | 芝2000m（稍） | 13    | 2     | 2     |                 | 02着 | R2:04.2           | -0.2 | 0五十嵐冬樹 | 57        | Shadow Gate            | 514         |
| 0000.06.24 | 阪神     | 宝塚記念              | GI      | 芝2200m（稍） | 18    | 8     | 16    | 051.1（10人）   | 11着 | R2:15.2（39.4）   | -2.8 | 0五十嵐冬樹 | 58        | アドマイヤムーン       | 516         |
| 0000.09.13 | 旭川     | 瑞穂賞                | H2      | ダ2100m（稍） | 10    | 7     | 8     | 001.70（1人）   | 03着 | R2:17.6（41.4）   | -0.4 | 0五十嵐冬樹 | 58        | ギルガメッシュ         | 516         |
| 0000.09.30 | 盛岡     | OROC                  | 重賞    | 芝1700m（重） | 11    | 8     | 10    | 001.10（1人）   | 01着 | R1:45.0           | -0.6 | 0五十嵐冬樹 | 57        | （ボスアミーゴ）       | 507         |
| 0000.10.28 | 東京     | 天皇賞（秋）          | GI      | 芝2000m（稍） | 16    | 2     | 3     | 046.9（11人）   | 05着 | R1:59.1（35.7）   | -0.7 | 0五十嵐冬樹 | 58        | メイショウサムソン     | 504         |
| 0000.11.25 | 東京     | ジャパンC             | GI      | 芝2400m（良） | 18    | 2     | 3     | 110.1（13人）   | 13着 | R2:26.1（35.5）   | -1.4 | 0松岡正海   | 57        | アドマイヤムーン       | 510         |
| 0000.12.23 | 中山     | 有馬記念              | GI      | 芝2500m（稍） | 15    | 6     | 11    | 087.6（12人）   | 10着 | R2:35.6（38.1）   | -2.0 | 0松岡正海   | 57        | マツリダゴッホ         | 510         |
| 2008.03.29 | 中山     | 日経賞                | GII     | 芝2500m（良） | 13    | 8     | 12    | 021.80（7人）   | 04着 | R2:33.8（35.8）   | -1.1 | 0松岡正海   | 58        | マツリダゴッホ         | 512         |
| 0000.05.18 | クランジ | シンガポール航空国際C | GI      | 芝2000m（良） | 16    | 9     | 3     |                 | 06着 | R2:01.4           | -0.5 | 0松岡正海   | 57        | Jay Peg                | 510         |
| 0000.11.30 | 東京     | ジャパンC             | GI      | 芝2400m（良） | 17    | 8     | 18    | 107.8（14人）   | 17着 | R2:27.4（36.2）   | -1.9 | 0松岡正海   | 57        | スクリーンヒーロー     | 514         |
| 0000.12.28 | 中山     | 有馬記念              | GI      | 芝2500m（良） | 14    | 3     | 3     | 075.7（12人）   | 11着 | R2:32.8（37.0）   | -1.3 | 0松岡正海   | 57        | ダイワスカーレット     | 516         |
| 2009.03.28 | 中山     | 日経賞                | GII     | 芝2500m（良） | 14    | 2     | 2     | 041.10（9人）   | 11着 | R2:33.1（36.5）   | -1.9 | 0三浦皇成   | 58        | アルナスライン         | 514         |
| 0000.05.03 | 京都     | 天皇賞（春）          | GI      | 芝3200m（良） | 18    | 7     | 14    | 141.1（17人）   | 16着 | R3:17.9（37.6）   | -3.5 | 0幸英明     | 58        | マイネルキッツ         | 504         |
| 0000.06.28 | 阪神     | 宝塚記念              | GI      | 芝2200m（良） | 14    | 8     | 13    | 159.9（12人）   | 13着 | R2:13.4（37.3）   | -2.1 | 0津村明秀   | 58        | ドリームジャーニー     | 502         |
| 0000.07.19 | 盛岡     | せきれい賞            | 重賞    | 芝2400m（不） | 12    | 7     | 9     | 001.30（1人）   | 02着 | R2:35.8           | -1.1 | 0小林俊彦   | 57        | コスモヴァシュラン     | 499         |
| 0000.09.27 | 盛岡     | OROC                  | 重賞    | 芝1700m（良） | 12    | 2     | 2     | 001.70（1人）   | 01着 | R1:45.5           | -0.2 | 0小林俊彦   | 57        | （ボスアミーゴ）       | 510         |
| 0000.11.01 | 東京     | 天皇賞（秋）          | GI      | 芝2000m（良） | 18    | 1     | 1     | 131.5（18人）   | 14着 | R1:58.5（34.6）   | -1.3 | 0松岡正海   | 58        | カンパニー             | 504         |
| 0000.11.29 | 東京     | ジャパンC             | GI      | 芝2400m（良） | 18    | 8     | 17    | 123.9（17人）   | 12着 | R2:24.4（36.3）   | -2.0 | 0五十嵐冬樹 | 57        | ウオッカ               | 510         |
| 0000.12.27 | 中山     | 有馬記念              | GI      | 芝2500m（良） | 16    | 3     | 5     | 089.9（15人）   | 10着 | R2:33.8（38.1）   | -2.8 | 0五十嵐冬樹 | 57        | ドリームジャーニー     | 512         |

- タイム欄のRはレコード勝ちを示す。

## 受賞歴
2004年、同年の中央競馬を盛り上げた功績が称えられ、2000年に地方競馬の所属馬が受賞対象になって以来初となる、特別敢闘賞を獲得した。
地方競馬全国協会 (NAR) が主催したNARグランプリでは、2003年にサラブレッド系2歳最優秀馬、2004年に年度代表馬に選ばれた。また、2004年から新設された芝のレースで活躍した地方馬に贈られる「最優秀ターフ馬」の第1号表彰馬となり、2006年、2007年にも同賞を受賞。最初の引退発表後の2010年にも特別表彰馬として表彰された。
ホッカイドウ競馬においても2004年に3歳以上部門の年度代表馬賞に選ばれ、2006年には北海道競馬記者クラブ賞の特別賞を受賞した。そのほか、東京競馬記者クラブ賞を2004年に受賞している。

## 血統表
| コスモバルクの血統                         | コスモバルクの血統                            | コスモバルクの血統                | （血統表の出典）                  | （血統表の出典）  |
| 父系                                       | ヌレイエフ系                                  | ヌレイエフ系                      | ヌレイエフ系                      |                   |
| 父 *ザグレブ Zagreb 1993 黒鹿毛 アメリカ   | 父の父Theatrical 1982 鹿毛 アイルランド       | Nureyev                           | Northern Dancer                   | Northern Dancer   |
| 父 *ザグレブ Zagreb 1993 黒鹿毛 アメリカ   | 父の父Theatrical 1982 鹿毛 アイルランド       | Nureyev                           | Special                           |                   |
| 父 *ザグレブ Zagreb 1993 黒鹿毛 アメリカ   | 父の父Theatrical 1982 鹿毛 アイルランド       | *ツリーオブノレッジ               | Sassafras                         | Sassafras         |
| 父 *ザグレブ Zagreb 1993 黒鹿毛 アメリカ   | 父の父Theatrical 1982 鹿毛 アイルランド       | *ツリーオブノレッジ               | Sensibility                       |                   |
| 父 *ザグレブ Zagreb 1993 黒鹿毛 アメリカ   | 父の母Sophonisbe 1981 黒鹿毛 アイルランド     | *ウォロー                         | Wolver Hollow                     | Wolver Hollow     |
| 父 *ザグレブ Zagreb 1993 黒鹿毛 アメリカ   | 父の母Sophonisbe 1981 黒鹿毛 アイルランド     | *ウォロー                         | Wichuraiana                       |                   |
| 父 *ザグレブ Zagreb 1993 黒鹿毛 アメリカ   | 父の母Sophonisbe 1981 黒鹿毛 アイルランド     | Southern Seas                     | *ジムフレンチ                     | *ジムフレンチ     |
| 父 *ザグレブ Zagreb 1993 黒鹿毛 アメリカ   | 父の母Sophonisbe 1981 黒鹿毛 アイルランド     | Southern Seas                     | Schonbrunn                        |                   |
| 母 イセノトウショウ 1993 鹿毛 北海道門別町 | 母の父トウショウボーイ 1973 鹿毛 北海道静内町 | *テスコボーイ                     | Princely Gift                     | Princely Gift     |
| 母 イセノトウショウ 1993 鹿毛 北海道門別町 | 母の父トウショウボーイ 1973 鹿毛 北海道静内町 | *テスコボーイ                     | Suncourt                          |                   |
| 母 イセノトウショウ 1993 鹿毛 北海道門別町 | 母の父トウショウボーイ 1973 鹿毛 北海道静内町 | *ソシアルバターフライ             | Your Host                         | Your Host         |
| 母 イセノトウショウ 1993 鹿毛 北海道門別町 | 母の父トウショウボーイ 1973 鹿毛 北海道静内町 | *ソシアルバターフライ             | Wisteria                          |                   |
| 母 イセノトウショウ 1993 鹿毛 北海道門別町 | 母の母マルミチーフ 1987 鹿毛 北海道門別町     | ビッグディザイアー                | *トライバルチーフ                 | *トライバルチーフ |
| 母 イセノトウショウ 1993 鹿毛 北海道門別町 | 母の母マルミチーフ 1987 鹿毛 北海道門別町     | ビッグディザイアー                | クリアヤメ                        |                   |
| 母 イセノトウショウ 1993 鹿毛 北海道門別町 | 母の母マルミチーフ 1987 鹿毛 北海道門別町     | トキワアイゼン                    | キタノカチドキ                    | キタノカチドキ    |
| 母 イセノトウショウ 1993 鹿毛 北海道門別町 | 母の母マルミチーフ 1987 鹿毛 北海道門別町     | トキワアイゼン                    | トキノマサト                      |                   |
| 母系(F-No.)                                | 5号族(FN:5-d)                                 | 5号族(FN:5-d)                     | 5号族(FN:5-d)                     | [ § 2 ]           |
| 5代内の近親交配                            | テスコボーイ3×5、Princely Gift4×5             | テスコボーイ3×5、Princely Gift4×5 | テスコボーイ3×5、Princely Gift4×5 | [ § 3 ]           |
| 出典                                       | 1. 2. 3.                                      | 1. 2. 3.                          | 1. 2. 3.                          | 1. 2. 3.          |

5代先までさかのぼっても、祖母の半弟に京都3歳ステークス（中央競馬のオープン特別）の勝ち馬でそのほかNHK杯3着、日本ダービー5着があるソーエームテキがいる程度で、先祖に中央競馬の重賞勝ち馬はおらず、地方競馬の重賞勝ち馬も4代母の半姉の子孫にアングロアラブ限定重賞であった北海盃を勝ったヨシマサスーパーがいるだけである。ただ、そういった活躍馬に乏しい牝系ながらも、母イセノトウショウの産駒は多くが勝ち上がっている。さらには、その産駒でコスモバルクの半妹にあたるブルーハピネスからも、兼六園ジュニアカップを勝ち、兵庫ジュニアグランプリ3着のエルウェーオージャが出ている。
母系にプリンスリーギフト系の種牡馬が3代続けて掛けられているのが特徴的である。母の父トウショウボーイと曾祖母の父キタノカチドキの名が目を引くが、その間にある祖母の父ビッグディザイアーはライスシャワーで知られるユートピア牧場の生産馬で、1980年北海道3歳ステークスの勝ち馬である。1962年秋に天皇賞を制した名牝クリヒデの孫にあたる。早世した名種牡馬トライバルチーフの数少ない後継馬だったが、種牡馬としては中央競馬で3勝したステップルートを出した程度に終わっており、活躍した馬にその血があるのは本馬の母イセノトウショウのみと言えるほど血統内に名前を見ることが難しい。
この表以前では母系にガーサント、ソロナウェー、キングスベンチが掛けられており、母系は6代に渡り内国産が続いている。コスモバルク自身は7代目の内国産ということになる。